# 下河區
下河區是西非國家岡比亞的五個行政區之一，首府曼薩孔科，北臨北岸區和中河區，東面和南面是塞內加爾，西接西部區，下分6縣，面積1,618平方公里，2010年人口75,139人。
13°24′08″N 15°42′07″W / 13.40222°N 15.70194°W